# 西脇雅仁
西脇 雅仁 (にしわき まさひと、 1984年10月6日 - )は、北海道釧路市出身の元プロアイスホッケー選手。

## 経歴
釧路緑ヶ岡高校卒業後、早稲田大学へ進学。
2004年にアジアリーグアイスホッケーの日本製紙クレインズに入団した。
2007年にアジアリーグでクレインズが優勝。 また、2006年と2007年には、全日本アイスホッケー選手権大会で優勝する。 
アジアリーグでの活躍により、ECHLのデイトン・ボンバーズに移籍するが、僅か1年で帰国。
古巣日本製紙クインズへ復帰。 2009年と2014年のアジアリーグ優勝、2010年、2011年、2012年と全日本選手権大会で優勝し3連覇を達成。
2015年9月26日のチャイナ・ドラゴン戦でアジアリーグ通算150ゴールを達成。（リーグ史上8人目）。シーズン中に開催された全日本選手権では優勝を果たした。
2019年11月3日のH.C.日栃木光アイスバックス戦で通算500試合出場。
ひがし北海道クレインズとなった2020年、2021年と全日本選手権大会で優勝し連覇に貢献。
2022年1月7日に2021-22シーズンをもって現役を引退し、11日に記者会見を行い、30日の釧路で開催されるホームゲーム最終戦で引退セレモニーを行うことが発表された。1月21日に引退セレモニーが実施される予定であった1月30日の試合がCOVID-19の影響で中止されることが発表された。

## 国際大会
日本代表としてはジュニア世代に 2000年アイスホッケーU18世界選手権グループBに、2000年アイスホッケーU20世界選手権プールC及びU20世界選手権ディビジョンIIに2001年と2002年に出場している。
フル代表においては世界選手権大会ディビジョンIにいおいて2005, 2006, 2007, 2008, 2009, 2010年、2014年、2015年、2016年に出場。 2014年の世界選手権では10年ぶりのトップディビジョン返り咲きを狙ったが、僅かにオーストリアより下回り、果たすことが出来なかった。
アジア冬季競技大会では2007年および 2011年に金メダルと銀メダルを獲得。 2017年大会では日本はカザフスタン、韓国に次ぐ銅メダルに終わる。  冬季オリンピック予選においても2010年バンクーバー大会、2014年ソチ大会、2018年平昌大会いずれも中心選手の一人であった。

## 詳細情報

### 個人成績
| 2004/05   | 日本製紙クレインズ     | ALIH      | 0   | 0   | 0   | 0   |     |    |    |    |    |    |
| 2005/06   | 日本製紙クレインズ     | ALIH      | 38  | 28  | 26  | 54  |     |    |    |    |    |    |
| 2006/07   | 日本製紙クレインズ     | ALIH      | 34  | 24  | 21  | 45  | 34  |    |    |    |    |    |
| 2007/08   | デイトン・ボンバーズ   | ECHL      | 64  | 14  | 17  | 31  | 44  |    |    |    |    |    |
| 2008/09   | 日本製紙クレインズ     | ALIH      | 33  | 10  | 10  | 20  | 34  |    |    |    |    |    |
| 2009/10   | 日本製紙クレインズ     | ALIH      | 36  | 16  | 13  | 29  | 24  | 9  | 3  | 3  | 6  | 20 |
| 2010/11   | 日本製紙クレインズ     | ALIH      | 36  | 10  | 24  | 34  | 46  | 4  | 1  | 2  | 3  | 6  |
| 2011/12   | 日本製紙クレインズ     | ALIH      | 33  | 10  | 9   | 19  | 34  | 3  | 0  | 0  | 0  | 4  |
| 2012/13   | 日本製紙クレインズ     | ALIH      | 42  | 14  | 14  | 28  | 62  | 4  | 0  | 1  | 1  | 8  |
| 2013/14   | 日本製紙クレインズ     | ALIH      | 42  | 14  | 21  | 35  | 44  | 7  | 3  | 1  | 4  | 2  |
| 2014/15   | 日本製紙クレインズ     | ALIH      | 48  | 17  | 22  | 39  | 32  |    |    |    |    |    |
| 2015/16   | 日本製紙クレインズ     | ALIH      | 44  | 16  | 31  | 47  | 28  | 5  | 1  | 4  | 5  | 0  |
| 2016/17   | 日本製紙クレインズ     | ALIH      | 31  | 7   | 14  | 21  | 18  | 2  | 0  | 0  | 0  | 16 |
| 2017/18   | 日本製紙クレインズ     | ALIH      | 28  | 4   | 5   | 9   | 18  |    |    |    |    |    |
| 2018/19   | 日本製紙クレインズ     | ALIH      | 34  | 4   | 3   | 7   | 20  | 4  | 9  | 1  | 1  | 2  |
| 2019/20   | ひがし北海道クレインズ | ALIH      | 35  | 4   | 10  | 14  | 36  |    |    |    |    |    |
| ALIH 通算 | ALIH 通算              | ALIH 通算 | 514 | 178 | 223 | 401 | 476 | 58 | 17 | 20 | 37 | 96 |
| ECHL通算  | ECHL通算               | ECHL通算  | 64  | 14  | 17  | 31  | 44  |    |    |    |    |    |

### タイトル
- 2004年：関東大学アイスホッケー選手権にて最優秀選手賞
- 2004年：関東大学アイスホッケーリーグ戦にて最多ポイント王、ベストFW

### 受賞
- 2003年：関東大学アイスホッケーリーグ戦１部リーグにて、早稲田大学優勝
- 2004年： 第53回関東大学アイスホッケー選手権Aグループにて、早稲田大学優勝
- 2004年：関東大学アイスホッケーリーグ戦１部リーグにて、早稲田大学準優勝
- 2006年： 第73回全日本アイスホッケー選手権大会にて、 日本製紙クレインズ優勝[6]
- 2007年：アジアリーグアイスホッケーにて日本製紙クレインズ優勝
- 2007年：第74回全日本選手権大会にて日本製紙クレインズ優勝[7]
- 2008年：第75回全日本選手権大会にて日本製紙クレインズ準優勝[8]
- 2009年：アジアリーグアイスホッケーにおいて日本製紙クレインズ優勝
- 2009年：第76回全日本選手権大会にて日本製紙クレインズ準優勝[9]
- 2010年：第77回全日本選手権大会にて日本製紙クレインズ優勝[10]
- 2011年：第78回全日本選手権大会にて日本製紙クレインズ優勝[11]
- 2012年：第79回全日本選手権大会にて日本製紙クレインズ優勝[12]
- 2012年：第80回全日本選手権大会にて日本製紙クレインズ準優勝[13]
- 2014年：アジアリーグアイスホッケー において日本製紙クレインズ優勝
- 2015年：第83回全日本選手権大会にて日本製紙クレインズ準優勝[14]
- 2020年：第88回全日本選手権大会にてひがし北海道クレインズ優勝[15]
- 2021年：第89回全日本選手権大会にてひがし北海道クレインズ優勝[16]

### 国際大会
- 2002年：アイスホッケーU20世界選手権ディビジョンIIからディビジョンIへ昇格させる。
- 2007年：アジア冬季競技大会優勝
- 2011年：アジア冬季競技大会銀メダル
- 2017年：アジア冬季競技大会銅メダル

日本代表において
| - 2005年世界選手権ディビジョンI - 2006年世界選手権ディビジョンI - 2007年世界選手権ディビジョンI - 2008年世界選手権ディビジョンI - 2009年世界選手権ディビジョンI | - 2010年世界選手権ディビジョンI - 2014年世界選手権ディビジョンI - 2015年世界選手権ディビジョンI - 2016年世界選手権ディビジョンI |

| 年     | チーム | ディビジョン     | GP | G  | A | Pts | PIM |
| ------ | ------ | ---------------- | -- | -- | - | --- | --- |
| 2005年 | 日本   | 世界選手権Div. I | 5  | 3  | 2 | 5   | 0   |
| 2006年 | 日本   | 世界選手権Div. I | 5  | 1  | 2 | 3   | 4   |
| 2007年 | 日本   | 世界選手権Div. I | 5  | 4  | 2 | 6   | 6   |
| 2008年 | 日本   | 世界選手権Div. I | 5  | 2  | 0 | 2   | 2   |
| 2009年 | 日本   | 世界選手権Div. I | 5  | 1  | 2 | 3   | 8   |
| 2010年 | 日本   | 世界選手権Div. I | 5  | 1  | 0 | 1   | 0   |
| 2014   | 日本   | 世界選手権Div. I | 5  | 1  | 1 | 2   | 4   |
| 2015   | 日本   | 世界選手権Div. I | 5  | 0  | 3 | 3   | 4   |
| 2016年 | 日本   | 世界選手権Div. I | 5  | 1  | 1 | 2   | 4   |
| 通算   | 通算   | 通算             | 35 | 13 | 9 | 22  | 24  |